# Quadrupede

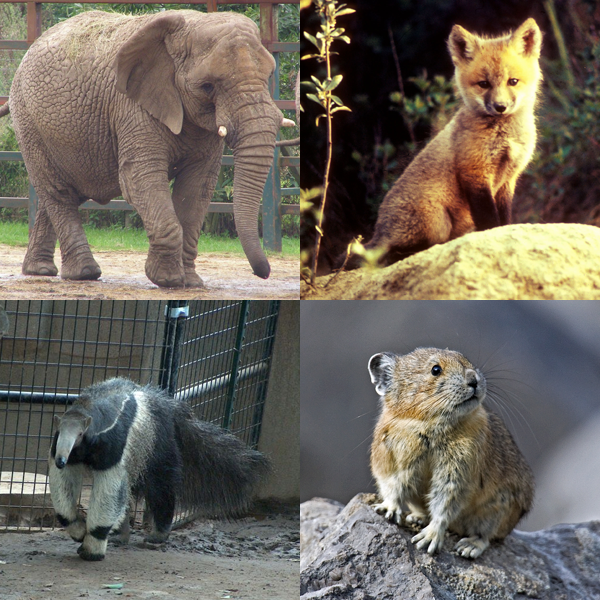
Esempi di quadrupedi: un elefante africano, una volpe rossa, un formichiere gigante, un pika

Un quadrupede (dal latino quadrupedem, quattro piedi) è un animale che si muove usando quattro zampe. Gli animali quadrupedi più comuni sono la maggior parte mammiferi o rettili.